# Stazione di Melano-Marischio
Stazione di Melano-Marischio 2015-ben bezárt vasútállomás Olaszországban, Marche régióban, Fabriano településen.

## Vasútvonalak
Az állomást az alábbi vasútvonalak érintették:
- Urbino-Fabriano-vasútvonal

## Kapcsolódó állomások
A vasútállomáshoz az alábbi állomások vannak a legközelebb: 
- Stazione di Fabriano Cà Maiano
- Stazione di Sassoferrato-Arcevia